# Ядерное искусство

Картина «Due figure» художника Джоя Чезаре Коломбо. 1952 год

Ядерное искусство — направление современного искусства, возникшее как реакция на использование ядерного оружия и атомной энергии, возникло в 1950-х годах в Европе. Выразительный язык, используемый представителями ядерной группы, основан на принятии методов, используемых сюрреалистическим автоматизмом, в соответствии с европейским опытом благодаря неформальной живописи абстрактного экспрессионизма.

## История
Так называемое движение за ядерное искусство родилось в Милане в 1950 году, когда художники Энрико Бай и Серхио Данжело организовали в галерее Сан-Фидель выставку под символическим названием «Ядерная живопись». В феврале 1952 года в Брюсселе по случаю выставки в галерее Аполлона Энрико Бай и Серхио Данжело официально основали движение и опубликовали «Технический манифест ядерной живописи». К движению вскоре присоединяются художники Джой Коломбо, Леонардо Мариани, Антонино Тулье, Энцо Преда, Этторе Сордини, Анджело Верга и другие художники, вращающиеся в миланской художественной среде. В последующие годы важный вклад также внесут неаполитанская Группа 58, сформированная вокруг Гвидо Биаси, Франко Паламбо, Марио Колуччи, Марио Персико и Лусио Дель Пеццо.
На международном уровне ядерное движение поддержали Арман, Ив Кляйн, Антонио Саура, Асгер Йорн и другие живописцы.
Работы, которые родились в этот период, находились под сильным влиянием трагических событий Второй мировой войны и, прежде всего, разрушительного воздействия атомной бомбы на Хиросиму и Нагасаки.
Ядерному движению предшествовало итальянское художественное объединение Eaisti, являвшее собой группу живописцев и поэтов из Ливорно, во главе с художником Вольтолино Фонтани. Работа Фонтани «Динамика расселения и отсутствия застоя» (1948 год), в которой атомное излучение изображено сразу после ядерного взрыва, свидетельствует о сходстве тем и с миланским движением, однако не скрывает значительных различий в мышлении.
Представители движения Eaisti, в частности, прямо отсылали к термину «Атомная эра» (Atomic Era), сокращение которого и стало их названием. Термин же впервые прозвучал в США, где был придуман журналистом Уильямом Л. Лоуренсом, а затем использован экономистом Вирджилом Джорданом, а также писателем Уилбуром М. Смитом в своей книге «Этот атомный век и слово Божие» (1948 год).
Параллельно с работой Ядерного движения и Eaisti развивался изолированный подход к отражению темы испанского художника Сальвадора Дали, который в 1951 году породил «Мистический Манифест», у которого вскоре появились последователи. Более того, в 1945 году испанский художник уже создал ядерную картину, которой он дал название «Атомная идиллия», а в 1949 году он написал полотно «Атомная Леда».
Борьба между тремя группами за первородство их собственных движений стала напряжённой до такой степени, что Энрико Бай и Серхио Данджело осудили Сальвадора Дали за плагиат. То же самое заявил Вольтолино Фонтани в отношении в итальянского направления Ядерного движения.